# Leónidas Anastasi
Leónidas Anastasi (Baradero, 2 de enero de 1890 - Buenos Aires, 17 de enero de 1940) fue un diputado nacional, jurista y laboralista argentino.

## Primeros años
Su familia era descendiente de inmigrantes italianos de la Liguria y se afincó en el barrio porteño de La Boca, enclave fundamental de la presencia genovesa en la Argentina; desde muy joven tuvo interés por la política, que volcó de manera preferencial hacia cuestiones relacionadas con la justicia social y la legislación del trabajo. Hacia 1910 ya era un activo militante universitario y radical y en la década del ’20 fue elegido varias veces como delegado al Comité de la Capital de la UCR en representación de la sección 4° La Boca y presidente del Comité Seccional. En 1913 se graduó de abogado en la Facultad de Derecho de la Universidad de Buenos Aires y su tesis doctoral fue sobre el “Juicio por jurados”. 

## Actividad profesional
Fue uno de los primeros y más sólidos laboralistas argentinos. Su primordial dedicación intelectual se refirió a la disciplina jurídica que en aquellos años se llamaba Legislación industrial o Legislación obrera. Presidió la delegación argentina a la conferencia de la Organización Internacional del Trabajo realizada en Washington en 1920 y participó activamente de múltiples debates. Retornó al país con un prestigio bien ganado y con una amplia experiencia en temas laborales que de alguna manera signó su vida.
También actuó como abogado fuera del campo laboral: patrocinó a la República de Bolivia en el proceso de extradición del coronel Mariaca Pando, intervino en los recursos de habeas corpus a favor de los doctores Alvear, Noel y Tamborini, formuló la defensa de Carlos Washington Lencinas en la Cámara Federal de la Capital Federal y defendió a Lorenzo Carnelli y a José Hipólito Lencinas ante sendos pedidos de internación y extradición.

## Actividad universitaria
Fue profesor extraordinario de Legislación del Trabajo de la Facultad de Derecho y Ciencias Sociales de la Universidad de Buenos Aires; en la Facultad de Ciencias Jurídicas de la Universidad Nacional de La Plata fue consejero por varios períodos, profesor titular de la cátedra de Legislación del Trabajo, director del Instituto de Derecho del Trabajo y vicedecano. Fue cofundador y presidente honorario de la Universidad Popular de La Boca. Desde la cátedra y en sus publicaciones Anastasi Anastasi fue un firme defensor de quienes ya proclamaban la autonomía científica del Derecho del Trabajo, en especial frente al Derecho Civil y al Derecho Comercial, esto es que se trataba de una especialidad jurídica que se regía por sus propios principios.

## Publicaciones
Creó una editorial cuyo objeto fue imprimir ediciones populares de obras famosas de la literatura universal y argentina. Junto con el doctor Tomás Jofré fundó la revista Jurisprudencia Argentina, también fue director de La Ley y de la Revista del Trabajo, del Seguro y de la Previsión Social. Al margen de lo anterior, fundó el diario La Acción.
Si bien no dejó una obra integral, escribió una apreciable cantidad de artículos, comentarios bibliográficos y análisis de jurisprudencia en las revistas especializadas. Entre sus trabajos merece señalarse su defensa de los derechos de la mujer, las connotaciones del artículo 1113 del Código Civil y los derechos del trabajador, la cuestión de la riña como accidente de trabajo, accidentes determinados por actos de abnegación, la inclusión de la industria forestal en la ley de accidentes de trabajo, estudios sobre el seguro, sobre la ley 11.729, sobre la defensa de la consideración del derecho de huelga como un derecho constitucional y diversos estudios sobre derecho público,.

## Actividad política
Anastasi participó en la redacción de la plataforma de la Unión Cívica Radical para las elecciones nacionales de 1937, lo que constituía el primer programa electoral orgánico confeccionado en el radicalismo que se tituló Programa y plataforma. La plataforma parte de la idea de un Estado democrático descentralizado y participativo que interviene fuertemente en la realidad socioeconómica, rejerarquiza la autonomía de las provincias promoviendo la reglamentación y limitación de la intervención federal, propone la provincialización de los territorios nacionales, adopta el mecanismo del referéndum popular y la revocatoria de mandato de funcionarios electivos, instituye los derechos políticos de la mujer y promueve la elección directa del Presidente, Vicepresidente y del Intendente de la Capital Federal. En materia económica, establece la nacionalización paulatina y progresiva de los servicios públicos y los recursos del suelo y el subsuelo, propone la reforma agraria, creando un Consejo Agrario Nacional, y la eliminación el latifundio y propiedades improductivas. La intervención estatal se prevé directamente en la creación de una Marina Mercante nacional, en el impulso del desarrollo vial y ferroviario, en el transporte aéreo comercial, en la explotación de la energía hídrica y toda fuente de electricidad.
Leónidas Anastasi fue elegido diputado nacional en los períodos 1920-24 y 1938-42 y presidió la Comisión de Legislación del Trabajo de la Cámara de Diputados de la Nación. La mayoría de sus proyectos parlamentarios se refiere a temas laborales y sociales: la extensión de la jornada de trabajo, el trabajo de menores, la fijación del salario mínimo, la reforma de la ley de accidentes de trabajo, la creación de un Consejo del Trabajo, el trabajo marítimo, el trabajo agrícola, el trabajo nocturno, el trabajo a domicilio, la indemnización en caso de naufragio, el estatuto nacional del trabajador marino, el régimen de vacaciones pagas, entre otros. En estos temas estuvo con frecuencia en posiciones coincidentes con los legisladores socialistas. 
Anastasi falleció en Buenos Aires el 17 de enero de 1940.